# Bitcrusher
Le bitcrushing est une technique sonore consistant à produire une distorsion en réduisant la résolution ou la largeur de bande de son numérique. Le bruit de quantification qui en résulte peut produire une impression sonore plus « chaude » ou plus « dure », en fonction de l'ampleur de la réduction. Un plugin permettant ce type d'effet audio est appelé bitcrusher.

## Description
Les effets du bitcrusher comportent généralement au moins deux commandes : l'une réduit la fréquence d'échantillonnage, tandis que l'autre réduit la résolution. Le bouton ou le curseur de réduction de la résolution (soit la profondeur dit bit depth ou bits) s'ajuste généralement de 32 bits à 1 bit.
La commande de réduction de la fréquence d'échantillonnage (également appelée downsampling ou averaging) est parfois indiquée en Hz pour une nouvelle fréquence d'échantillonnage ou en tant que facteur de réduction. La réduction de la fréquence d'échantillonnage est parfois indiquée comme le nombre d'échantillons consécutifs dont il faut faire la moyenne pour créer un nouvel échantillon. Une valeur de 20 réduit la fréquence d'échantillonnage à 1/20 de sa fréquence d'origine.

## Histoire
L'émergence du bitcrushing en tant qu'effet sonore commence véritablement au milieu des années 1990 avec l'émergence du glitch dans les genres trip hop, glitch-hop et drum and bass.